# Festihorn
Festihorn är en bergstopp i Schweiz. Den ligger i distriktet Visp och kantonen Valais, i den södra delen av landet]. Toppen på Festihorn är 3 092 meter över havet.
Den högsta punkten i närheten är Wasuhorn, 3 343 meter över havet, 1,4 km väster om Festihorn.
I omgivningarna runt Festihorn finns i huvudsak kala bergstoppar.